# 2H Energy
 (janvier 2012).
Si vous disposez d'ouvrages ou d'articles de référence ou si vous connaissez des sites web de qualité traitant du thème abordé ici, merci de compléter l'article en donnant les références utiles à sa vérifiabilité et en les liant à la section « Notes et références ».
2H Energy est une société française spécialisée dans la fourniture d’unités de production d'énergie électrique créée en 1947, et appartenant depuis l'an 2022 au groupe CAHORS (Propriété de Mr Grégoire LIBERT). La société est implantée dans la ZI de Babeuf à Fécamp en France.

## Histoire
Ses racines remontent à la fin de la Seconde Guerre mondiale : il s'agissait à cette époque de la société Houvenaghel, du nom de son fondateur, qui est ensuite devenue Houvenaghel-Hennequin. 
Depuis 2000 et son rachat à 100 % par IVECO, il s'agit d'une filiale du groupe Fiat Industrial. L'entreprise s'est spécialisée dans le domaine de la recherche et développement, de la production et de la distribution de systèmes de génération d'énergie électrique. Depuis 2022, 2H Energy est intégrée dans la société Cahors.
La société 2H Energy a équipé le nouvel hôpital de Dijon Le Bocage en 2006[pertinence contestée].
En 2011, 2H Energy devient une unité du groupe italien FPT Industrial.
En 2022, 2H Energy devient une unité du groupe CAHORS (Propriété de Mr Grégoire LIBERT).

## Certification
La 2H Energy est certifiée ISO 9001 version 2000. 